# マルヴィーダ・フォン・マイゼンブーク
マルヴィーダ・フォン・マイゼンブーク（Malwida von Meysenbug、1816年10月28日－1903年4月23日）はドイツの作家。その作品には、「Memories of an Idealist」（1869年当時、匿名で出版されたものの第一巻にあたる）がある。マイゼンブークはフリードリヒ・ニーチェやリヒャルト・ワーグナーの友人だった。

## 経歴
ヘッセン州カッセルに生まれる。父、カール・リヴァリエはフランス系ユグノー教徒の子孫で、ヴィルヘルム1世 (ヘッセン選帝侯)からマイゼンブーク男爵の称号を贈られている。マルヴィーダは10人兄弟の9番目で、自分の確固たる政治信念のために他の兄弟達とは絶縁していた。兄弟達のうち2人が立身しており、1人はオーストリアで、もう1人はカールスルーエで役人となっていた。とはいえフォン・マイゼンブークは自分の家族に連絡を取ることを拒否し、最初はハンブルクの自由社会に住んでいた。1852年にイギリスへ移住、教職と翻訳の仕事で生計を立てた。その後、レドル・ロリン、ルイ・ブラン、ゴットフリート・キンケルら、共和主義者達に会っている。彼らは皆、政治亡命者だった。イギリスでは、カール・シュルツとも知り合っている。
1862年には、フォン・マイゼンブークは、ロシア社会主義の父として知られるアレクサンダー・ヘルツェンの娘、オルガ・ヘルツェンを伴ってイタリアに移住している（アレクサンダー・ヘルツェンの娘をフォン・マイゼンブークが教えていたのである）。1873年、オルガ・ヘルツェンはガブリエル・モノーと結婚し、フランスに家庭を持つ。しかしマルヴィーダの健康が優れなかったため、オルガと行動を共にすることはできなかった。
フォン・マイゼンブークは、ニーチェに何人かの友人を紹介しているが、ヘレーネ・フォン・ドリュシュコウィッツもその一人だった。ヘレーネは1876年の秋にパウル・レーとニーチェを、ナポリを見下ろす街、ソレントに招いている。その地で、レーは「道徳的感覚の起源」を、ニーチェは「人間的な、あまりにも人間的な」をそれぞれ著したのである。1890年にはローマで、留学中のフランス人作家、ロマン・ロランに出会っている。
マルヴィーダ・フォン・マイゼンブークは1903年にローマで亡くなった。ローマ市のプロテスタント墓地に埋葬されている。

## 日本語訳
- ロマン・ロランと『往復書簡　1890‐91』 南大路振一訳、みすず書房、1988年。約140通

## 参照項目
- Forty-Eighters: She was sympathetic with the 1848 revolutions although not an active participant.